# Keith Vaughan
John Keith Vaughan (Selsey, 23 agosto 1912 – Londra, 4 novembre 1977) è stato un pittore e fotografo britannico.

## Biografia

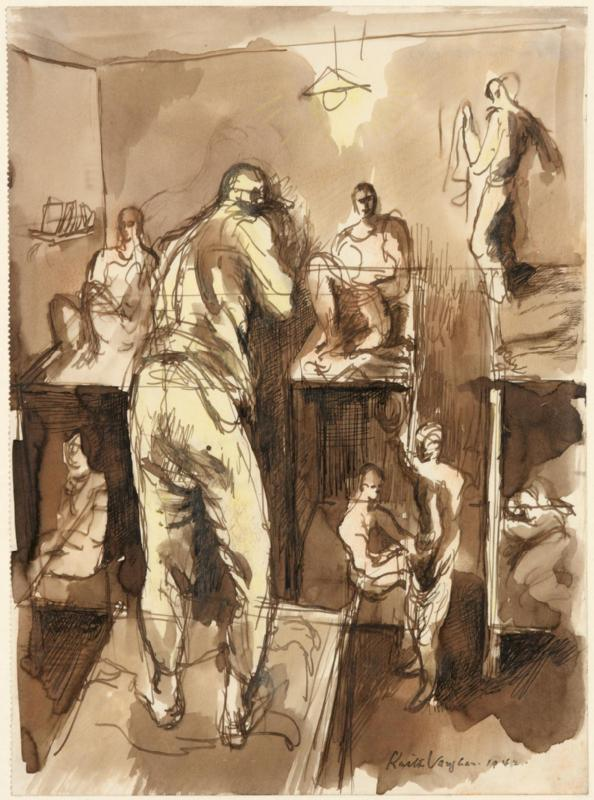
Una caserma (1942)

Nato a Selsey, Keith Vaughan studiò alla Christ's Hospital School e lavorò in un'agenzia pubblicitaria fino allo scoppio della seconda guerra mondiale. Dopo essersi dichiarato obiettore di coscienza, si unì alla St John Ambulance e nel 1941 fu arruolato nei corpi non combattenti di stanza ad Ashton Gifford. Pittore autodidatta, durante la guerra conobbe e strinse una profonda amicizia con gli aritsti Graham Vivian Sutherland e John Minton.
Dopo la guerra cominciò a frequentare i circoli di pittori neoromantici, pur sviluppando un proprio stile individuale disegnando e fotografando prevalentemente corpi maschili. Insegnò anche in prestigiose scuole d'arte londinesi, tra cui il Camberwell College of Arts e la Slade School of Fine Art.
Omosessuale dichiarato, gli fu diagnosticato un cancro nel 1975 e nel 1977 si suicidò con un'overdose.